# Lyssomanes anchicaya
Lyssomanes anchicaya är en spindelart som beskrevs av Galiano 1984. Lyssomanes anchicaya ingår i släktet Lyssomanes och familjen hoppspindlar. Inga underarter finns listade i Catalogue of Life.